# Dikili
Dikili ist eine Stadtgemeinde (Belediye) im gleichnamigen Ilçe (Landkreis) der Provinz Izmir in der türkischen Ägäisregion und zugleich ein Stadtbezirk der 1984 gebildeten Büyükşehir belediyesi İzmir (Großstadtgemeinde/Metropolprovinz). Seit der Gebietsreform ab 2013 ist die Gemeinde flächen- und einwohnermäßig identisch mit dem Landkreis.
Der Landkreis/Stadtbezirk liegt im Norden der Provinz an der Ägäisküste und grenzt an die Provinz Balıkesir. Die Entfernung ins Zentrum von Izmir beträgt etwa 100 km.
Der Kreis (Kaza) wurde 1928 gebildet und bestand (bis) 2012 neben der Kreisstadt aus der Stadtgemeinde (Belediye) Çandarlı sowie 25 Dörfern (Köy), die während der Verwaltungsreform 2013/2014 in Mahalle (Stadtviertel/Ortsteile) überführt wurden. Die vier Mahalle der Kreisstadt blieben unverändert bestehen, während die beiden Mahalle von Çandarlı zu einem Mahalle vereinigt wurden. Durch die Herabstufung zu Mahalle stieg deren Zahl auf 30. Ihnen steht ein Muhtar als oberster Beamter vor.
Ende 2020 lebten durchschnittlich 1.507 Menschen in jedem Mahalle, 9.797 Einw. im bevölkerungsreichsten (İsmetpaşa Mah.).
Der frühere Name der Ortschaft lautete Dikmelik  („Baumschule“), nachdem die Familie Karaosmanoğlu im 18. Jahrhundert dort eine Baumschule einrichtete.
In der Zeit des Osmanischen Reichs war Dikili der Hafen von Bergama, heute legen dort Kreuzfahrtschiffe zum Besuch des antiken Pergamon an. Der Ort ist ein von türkischen Urlaubern frequentierter Badeort, hat aber selbst keine Sehenswürdigkeiten vorzuweisen. Über Diklili wurden Ende des 19. Jahrhunderts die Funde aus den deutschen Pergamon-Grabungen mit dem Stationsschiff der deutschen Botschaft Loreley nach Smyrna (İzmir) und weiter nach Deutschland verschifft.